# Slaviansk-na-Kubani
Slaviansk-na-Kubani o Slaviansk del Kubán (del ruso: Сла́вя́нск-на-Куба́ни) es una ciudad, centro administrativo del raión de Slaviansk del krai de Krasnodar, en el sur de Rusia. Está situada a orillas del río Protoka, uno de los brazos deltaicos del río Kubán, 74 km al oeste del centro de Krasnodar, capital del krai. Cabecera del ókrug urbano Slaviánskoye.

## Historia
La ciudad tiene su origen en una factoría o colonia comercial genovesa establecida en el siglo XII, llamada Copa, Coparia o Conario, controlada por la familia Ghisolfi. Tras la caída de la influencia de la república en la región del Ponto, fue abandonada hasta 1747, cuando tropas del kanato de Crimea erigieron un fuerte denominado Eni-Kopyl, que se convertiría en el asentamiento de Kopyl. Tras la conquista rusa de la península de Tamán, el regimiento Slavianski de húsares construyó el fuerte Slavianski feldshanets en el emplazamiento del fuerte tártaro en 1806, y la ciudad, que había sido rebautizada como stanitsa Kopylskaya y poblada con familias de cosacos del Mar Negro en 1806, recibió el nombre de Slaviánskaya por el regimiento y la fortaleza en 1865. 
En 1913 se construyó la estación de ferrocarril Protoka, en la línea entre Krýmskaya y Timashóvskaya, lo que favoreció la creación de establecimientos industriales. Hasta 1920 pertenecía al otdel de Temriuk del óblast de Kubán, del que fue centro administrativo desde 1897 hasta esa fecha. Durante la Gran Guerra Patria, fue ocupada por las tropas de la Wehrmacht de la Alemania Nazi desde verano de 1942 al 23 de marzo de 1943,en que fue liberada por las tropas del Ejército Rojo de la Unión Soviética. Recibió el estatus de ciudad en 1958 y el nombre de Slaviansk-na-Kubani para distinguirla de Sloviansk, en la actual Ucrania, que en ruso también se denomina Slaviansk.

## Demografía
| 1959*  | 1970   | 1979   | 1989   | 2002   | 2008   | 2010   |
| ------ | ------ | ------ | ------ | ------ | ------ | ------ |
| 39 000 | 51 900 | 54 100 | 57 800 | 64 136 | 64 787 | 64 878 |

## Economía y transporte
Los principales sectores económicos de la localidad son el agropecuario (vinícola, la carne, la producción de arroz y la cría de aves), el textil y los materiales de construcción. Las principales empresas del sector agrícola son OAO Slavianski konservny zavod, OAO Slaviasnki jlebozavod OAO Shvéinaya fábrika Slavianska, OAO Slavianski Kirpich, OAO Malosirzavod Slavianski, OAO Slavianski kombinat jleboprodukt, ZAO Stela Stroítelnaya firma y otras.
También tiene cierta importancia como centro balneoterapéutico
Cuenta con una estación de ferrocarril en la línea Krymsk-Timashovsk y un pequeño aeropuerto utilizado para trabajos con avionetas.

## Cultura, educación y lugares de interés
A partir de 2004 se celebra el festival cultural de Slaviansk durante 3 o cuatro días a principios de agosto. Cabe destacar el monumento a los combates en la península de Tamán en la Gran Guerra Patria (1923). Existe en la localidad un museo etnográfico, museo ecológico de Priazovie occidental. Entre sus monumentos religiosos se puede destacar la catedral Sviato-Uspenski (1907), la iglesia Sviato-Panteleimónovskaya (iglesia ortodoxa rusa) y la iglesia de San Sargis de Slavinsk-na-Kubani (iglesia apostólica armenia).
En cuanto a las instituciones educativas, cabe destacar el Instituto Estatal Pedagógico de Slaviansk, el Instituto Técnico Agrícola de Slaviansk, la escuela profesional nº45 y una filial del Colegio Médico de Novorosíisk.

## Personalidades
- Evgeni Lukiánenko (n. 1985), saltador con pértiga ruso.
- Alekséi Miranchuk (n. 1995), Futbolista ruso.
- Antón Miranchuk (n. 1995), Futbolista ruso.